# George Flahiff
George Bernard Flahiff, (ur. 26 października 1905 w Paris w Ontario, zm. 22 sierpnia 1989 w Toronto), kanadyjski duchowny katolicki, kardynał, arcybiskup metropolita Winnipeg. 

## Życiorys
Urodził się w rodzinie irlandzkich imigrantów. W 1926 roku po ukończeniu studiów w Toronto rozpoczął nowicjat u bazylianów. 17 kwietnia 1930 roku otrzymał święcenia kapłańskie i został wysłany na dalsze studia do Paryża, które miały go przygotować go roli wykładowcy historii w Papieskim Instytucie Studiów Mediewistycznych w Toronto. Funkcję wykładowcy pełnił do 1954 roku, kiedy został przełożonym generalnym Kongregacji św. Bazylego. 10 marca 1961 roku Paweł VI mianował go arcybiskupem Winnipeg; stolica prowincji Manitoba poznała go jako otwartego, aktywnego pasterza, chętnie podejmującego ekumeniczne inicjatywy. Cieszył się również uznaniem społeczności żydowskiej. Uczestnik Soboru Watykańskiego II. Po soborze z zapałem wspierał otwarcie Kościoła na współczesność. 28 kwietnia 1969 roku jako pierwszy w historii arcybiskup Winnipeg otrzymał kardynalską purpurę z tytułem prezbitera Santa Maria della Salute a Primavalle. Po uroczystości wręczenia biretu witano go w Kanadzie jak bohatera. Uczestnik obydwu konklawe w 1978 roku. Po przejściu na emeryturę 31 marca 1982 roku zamieszkał w Toronto we wspólnocie bazylianów św. Michała. Tam też zmarł. 